# Caledyschirius
Caledyschirius is een geslacht van kevers uit de familie van de loopkevers (Carabidae). De wetenschappelijke naam van het geslacht is voor het eerst geldig gepubliceerd in 2010 door Bulirsch.

## Soorten
Het geslacht Caledyschirius omvat de volgende soorten:
- Caledyschirius baehri Bulirsch, 2010
- Caledyschirius bicolor Bulirsch, 2010
- Caledyschirius burwelli Bulirsch, 2010
- Caledyschirius monteithi Bulirsch, 2010
- Caledyschirius rufithorax Bulirsch, 2010